# Herbert Rische
Herbert Rische (* 10. September 1947 in Passau) war von 1991 bis März 2014 Präsident des größten deutschen Rentenversicherungsträgers, der Deutschen Rentenversicherung Bund (ehemals Bundesversicherungsanstalt für Angestellte (BfA)).

## Leben
Rische studierte von 1969 bis 1973 Rechtswissenschaften in Freiburg im Breisgau, Berlin und Genf. Am Freiburger Landgericht hielt er von 1974 bis 1976 seine Referendarzeit ab und wurde ein Jahr später Richter am Sozialgericht Stuttgart. 1978 promovierte er zum Thema "Ausgleichsansprüche zwischen Sozialleistungsträgern".
Von 1978 bis 1988 war er beim Verband Deutscher Rentenversicherungsträger (VDR) tätig, zuletzt als Hauptabteilungsleiter und verantwortlich für die gemeinsam von den Rentenversicherungsträgern betriebene Datenstelle (DSRV). Von 1988 bis 1991 war er Mitglied der Geschäftsführung der BfA und von 1991 bis 2005 ihr Präsident. Seit dem 1. Oktober 2005 war er gewählter Präsident der Deutschen Rentenversicherung Bund; seine Amtszeit endete im März 2014. Bis 2013 war er Vorstandsvorsitzender der Gesellschaft für Versicherungswissenschaft und -gestaltung. Von Juli 2015 bis Juni 2019 war Herbert Rische stellvertretender Vorsitzender der Schiedsstelle zur Festsetzung von Arzneimittelpreisen nach § 130b SGB V.

## Auszeichnungen
- 1997: Verdienstkreuz am Bande des Verdienstordens der Bundesrepublik Deutschland[5]
- 2004: Großes Silbernes Ehrenzeichen für Verdienste um die Republik Österreich[6]
- 2014: Bundesverdienstkreuz 1. Klasse des Verdienstordens der Bundesrepublik Deutschland[7]